# Ognjen Mimović
Ognjen Mimović (en serbe en écriture cyrillique : Огњен Мимовић), né le 17 août 2004 à Gornji Milanovac, est un footballeur serbe qui joue au poste d'arrière droit au Zénith Saint-Pétersbourg, en prêt de Fenerbahçe SK.

## Biographie

### Carrière en club
Né à Gornji Milanovac en Serbie, Ognjen Mimović est formé par le FK Metalac Gornji Milanovac puis l'Étoile rouge de Belgrade.
Mimović est prêté au club satellite du OFK Belgrade lors de la fin de saison 2022-2023 puis  début 2023-2024, saison où il revient jouer avec l'équipe première de l'Étoile rouge de Belgrade en championnat de Serbie,,.
Mimović est ainsi sacré champion de Serbie lors de la saison 2023-2024,,.
Le 12 février 2025, il a signé un contrat de prêt avec le dernier champion de la Premier League russe, le Zénith Saint-Pétersbourg, jusqu'à la fin de la saison 2024-2025.

### Carrière en sélection
Ognjen Mimović est international avec l'équipe de Serbie des moins de 19 ans à partir de septembre 2022.
Mimović est ensuite international espoirs avec la Serbie,.

## Palmarès
Étoile rouge de Belgrade
- Championnat de Serbie (1)
  - Champion en 2023-2024